# Alpine Lakes Wilderness
Die Alpine Lakes Wilderness ist ein großes Wildnisgebiet, das den Zentralteil des Kaskadengebietes im US-Bundesstaat Washington überdeckt. Das Wildnisgebiet liegt in Teilen des Wenatchee National Forest und des Snoqualmie National Forest und wird etwa von der Interstate 90 und dem Snoqualmie Pass im Süden und dem U.S. Highway 2 und dem Stevens Pass im Norden begrenzt. Die Alpine Lakes sind das größte Wildnisgebiet in der Nähe der Bevölkerungszentren am Puget Sound. Die nächstgelegene Stadt ist North Bend, WA. Das Gebiet ist seit der Ausweitung 2014 etwa 1676 km² groß.

## Geschichte
Das Wildnisgebiet wurde 1946 ursprünglich als Alpine Lakes Limited Area ausgewiesen, aber diese Ausweisung bot keinen Schutz vor der Ausbeutung der Ressourcen; die Steuerung erfolgte exklusiv durch den United States Forest Service. Die Region und die angrenzenden Gebiete waren intensiv für Bergbau, Forstwirtschaft und Pelztierfang genutzt worden, was zur Erschließung durch Straßen, zu Kahlschlägen und ökologischem Verfall führte. Bemühungen, die in tieferen Lagen gelegenen Wälder der Alpine Lakes zu schützen, begannen in den 1950er Jahren durch das 1957 gegründete North Cascades Conservation Council. Im Oktober 1968 wurde die Alpine Lakes Protection Society gegründet. Es gab jedoch Pläne des Snoqualmie National Forest, den Holzverkauf auszuweiten und eine Straße vom Miller River Valley zum Lake Dorothy und dann über den Middle Fork des Snoqualmie River bis zur Stadt North Bend zu bauen. Diese lösten eine Graswurzelbewegung aus, die dem Forest Service die alleinige Entscheidungsgewalt entziehen sollte. Zusätzlich gab es viel Kritik durch Naturschützer, dass Erholungsnutzung nicht auf die höheren Bereiche beschränkt sein sollte wie von der Forstverwaltung verfochten, um in den tiefer gelegenen Gebieten den Holzverkauf zu ermöglichen. Eine mächtige und grundlegende Änderung des Wilderness Act durch Wayne Aspinall, einen Kongressabgeordneten aus Colorado, übertrug dem Kongress und nicht Bundesbehörden die Autorität, über die Ausweisung von Wildnisgebieten zu debattieren und abzustimmen sowie Vorschläge zu unterbreiten.

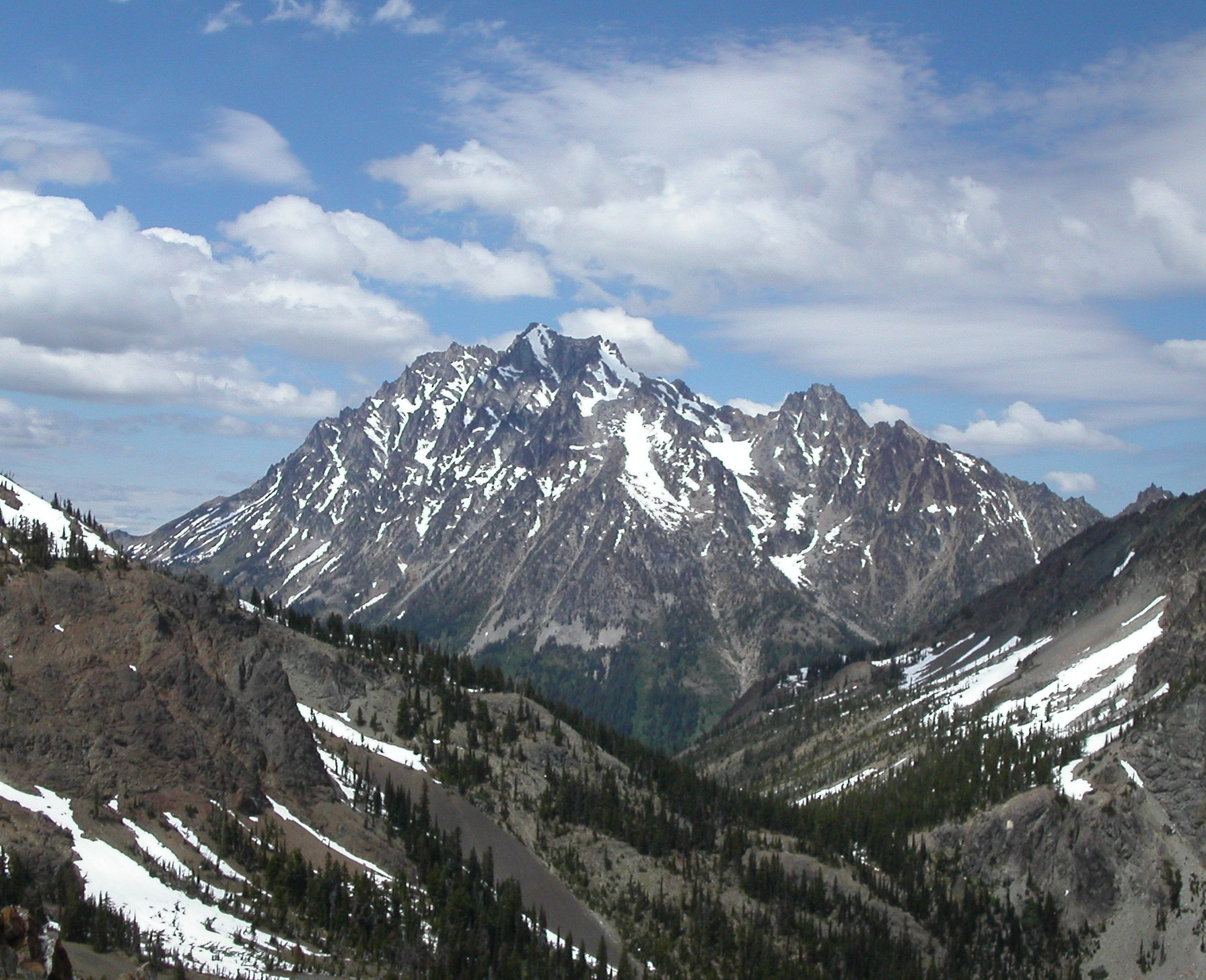
Mount Stuart, mit 2870 m der höchste Punkt im Wildnisgebiet

Nach anstrengenden Debatten, öffentlichen Versammlungen und selbst einer Vetoforderung durch den Forest Service unterzeichnete Präsident Ford am Nachmittag des 12. Juli 1976 den Alpine Lakes Area Management Act, wobei er gesagt haben soll „anywhere so beautiful should be preserved“ (etwa: „etwas so Schönes sollte erhalten werden“). Nach dieser Ausweisung wurden vier Grundstücke in das National Register of Historic Places aufgenommen: der historische Bezirk am Stevens Pass, die Schutzstation Salmon La Sac, die Blewett Arrastra und die Kleinstadt Liberty.

### Ausweitung
Am 12. Dezember 2014 verabschiedete der Kongress ein Gesetz zur Ausweitung der Alpine Lakes Wilderness um 8900 ha (22.000 ac) im Middle Fork Snoqualmie Valley und verlieh einigen Abschnitten des Middle Fork Snoqualmie und des Pratt River den Schutzstatus National Wild and Scenic River. Die Gesetzgebung war Teil eines Paketes von 100 Zusätzen zum National Defense Authorization Act von 2015. Präsident Obama unterzeichnete die Gesetze am 19. Dezember 2014 und markierte so die erste größere Ausweisung von Wildnisgebieten im Staat Washington seit der Unterschutzstellung der Wild Sky Wilderness 2008.
Am 8. August 2007 kündigten der Abgeordnete Dave Reichert aus dem 8. Kongressbezirk von Washington, der Beamte des King County Ron Sims und andere einen Vorschlag an, die Alpine Lakes Wilderness durch Einschluss des Pratt River Valley im Westen des Gebietes nahe der Stadt North Bend um 8900 ha (22.000 ac) zu erweitern und dem Pratt River den Status National Wild and Scenic River zu verleihen. Reichert sagte: „When I was the (King County) Sheriff, this was an area where stolen cars and meth labs existed; it was a garbage dump. Now we’ve cleaned it up, and it’s a beautiful and pristine area.“ (etwa: „Als ich Sheriff (im King County) war, war dies ein Gebiet, in dem gestohlene Autos und Meth-Labore existierten; es war ein Sumpf aus Müll. Wir haben es jetzt aufgeräumt und es wurde ein wunderschönes und makelloses Gebiet.“) Das Gesetz wurde während der 110. Kongress-Periode nicht mehr zur Abstimmung gebracht.
Am 26. März 2009 kündigten Reichert und der Senator Patty Murray (gleichfalls aus Washington) ihre Absicht an, den Gesetzentwurf von 2007 erneut einzubringen und den Status Wild and Scenic River auch auf den Middle Fork Snoqualmie River zu übertragen. Das US-Repräsentantenhaus stimmte am 18. März 2010 für das Gesetz.  Senator Patty Murray und Senatorin Maria Cantwell (ebenfalls aus Washington), brachten den Entwurf im Senat ein, aber die Republikaner blockierten Ende 2010 die Maßnahme zum Ende der 111. Kongress-Periode.  
Der Entwurf wurde im Februar 2011 erneut eingebracht.

## Geologie

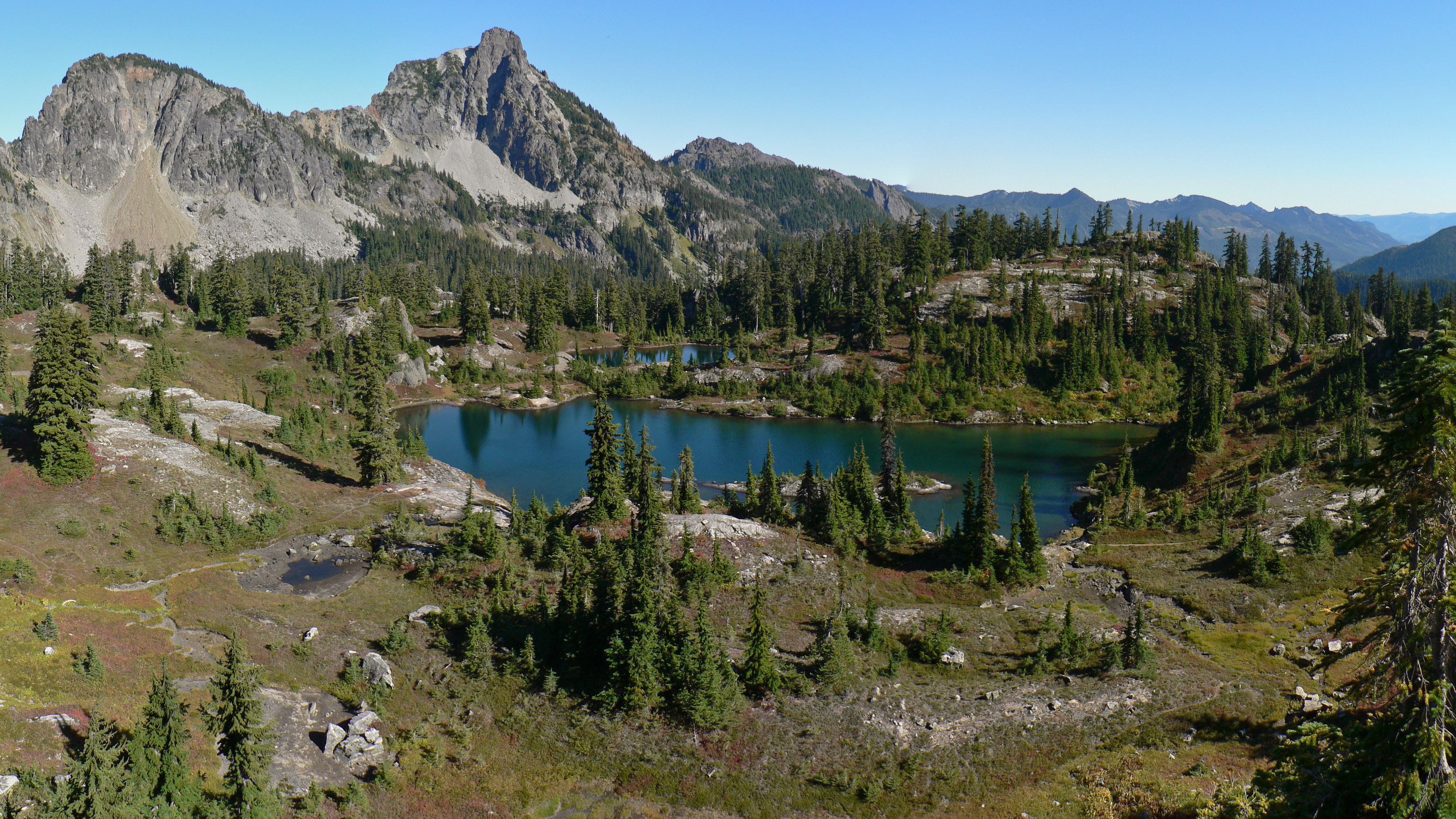
Lila Lake am Rampart Ridge mit dem Hibox Mountain (1.996 m) im Hintergrund

Die Alpine Lakes Wilderness bietet eine der am stärksten zerklüfteten Topographien im Kaskadengebirge mit schroffen Gipfeln und Kämmen, tiefen glazialen Trogtälern und Granitwänden, gesprenkelt mit über 700 Gebirgsseen. Geologische Ereignisse in Vorzeiten schufen die vielfältige Topographie und die drastischen Höhenunterschiede im Kaskadengebirge, was zu großen klimatischen Unterschieden führte. Diese wiederum ergaben eine Vielfalt der Vegetation, welche die Ökoregionen des Gebietes definieren. Die Höhendifferenzen rangieren von 300 m in den Tieflagen bis zu 2870 m am Mount Stuart.
Die Geschichte der Bildung des Kaskadengebirges datiert Millionen Jahre zurück auf das späte Eozän. Indem sich die Nordamerikanische Platte immer noch über die Pazifische Platte schiebt, setzt sich die vulkanische Aktivität fort. Im Ergebnis bildeten kleine Fragmente der ozeanischen und der kontinentalen Lithosphäre, Terrane genannt, die North Cascades vor etwa 50 Millionen Jahren.
Während des Pleistozäns, beginnend vor etwa 2 Millionen Jahren, wurde die Landschaft mit zu- und abnehmender Vergletscherung wiederholt abgeschabt; zurück blieben Felstrümmer. Der letzte glaziale Rückzug begann in den Alpine Lakes vor etwa 14.000 Jahren und überschritt vor etwa 10.000 Jahren die heutige US-amerikanisch-kanadische Grenze. Der U-förmige Querschnitt der Flusstäler ist das Ergebnis dieser glazigenen Vorgänge. Orogenese und Verwerfungen in Kombination mit Vergletscherung waren die dominanten Prozesse, welche die hohen Gipfel und die tiefen Täler im Gebiet der Alpine Lakes Wilderness geschaffen haben.
Die am weitesten verbreiteten Gesteinstypen im Gebiet sind Plutonite, welche hier stark fragmentierte Granite sind; dies betrifft den Großteil der Gebiete um die Foss Lakes und die Enchantment Lakes. Die anderen Hauptgesteinsarten sind Sedimentgesteine, Metamorphite, Ultramafitite und extrusische Gesteine, darunter Basalt, Andesit und Rhyolith. Die metamorphen Gesteine sind vorrangig im nördlichen, die vulkanischen und Sedimentgesteine im südlichen Teil zu finden. Die Wenatchee Mountains bestehen hauptsächlich aus Peridotit.

## Ökologie

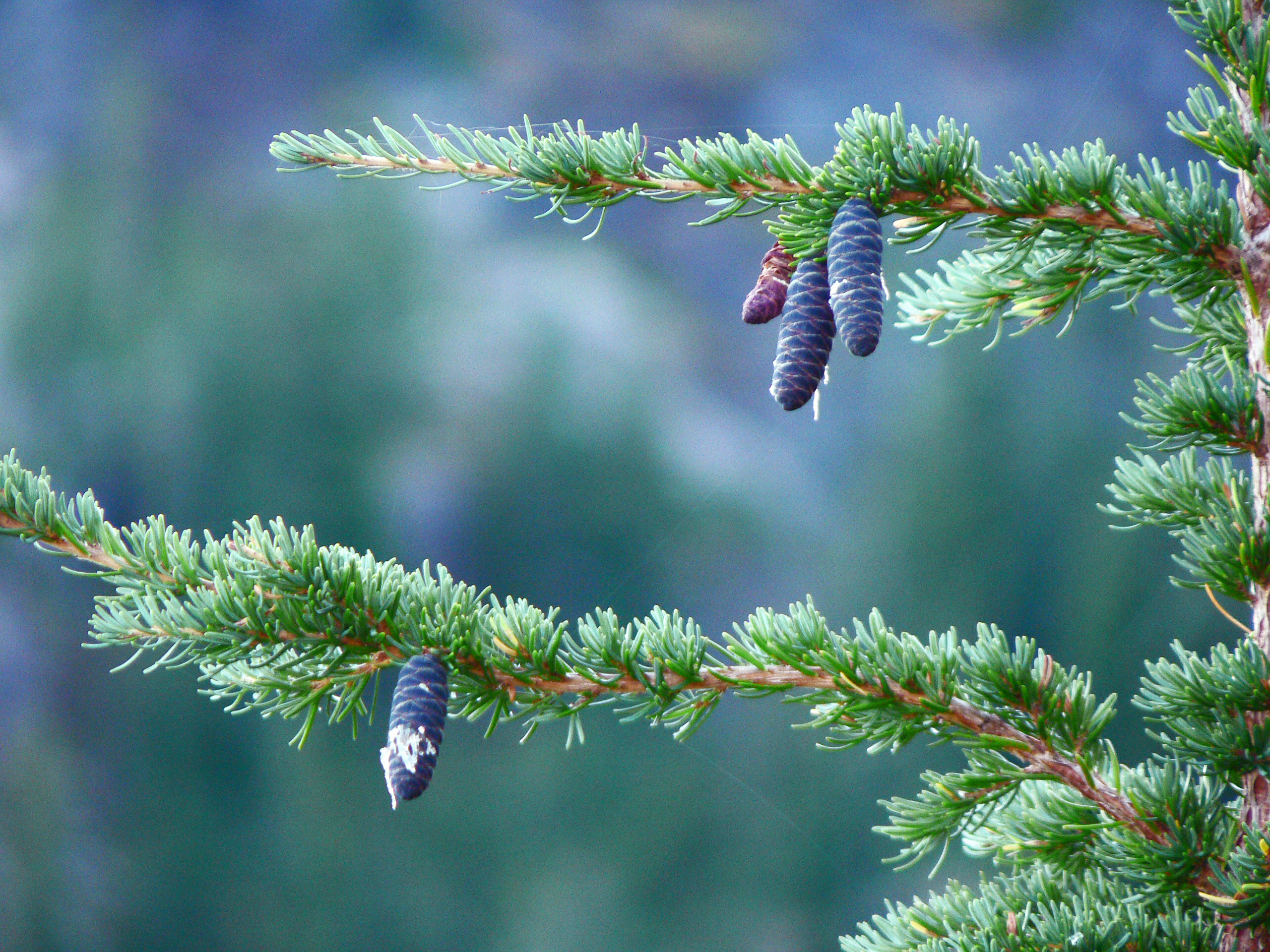
Berg-Hemlocktanne in der Alpine Lakes Wilderness

Die U. S. Environmental Protection Agency weist die Alpine Lakes Wilderness der Ökoregion des nördlichen Kaskadengebirges zu, dominiert von Wäldern, subalpinen und alpinen Vegetationsformen. Unter den Bäumen sind Westamerikanische Hemlocktanne, Purpur-Tanne, Felsengebirgs-Tanne, subalpine Berg-Hemlocktanne und Küsten-Tanne/Gewöhnliche Douglasie die Indikatorarten.
Die Alpine Lakes Wilderness bieten einer breiten Vielfalt von Tier- und Pflanzenarten Lebensräume. In den Primärwäldern sind Rückzugsräume für viele Arten der Species of concern-Liste (in Deutschland vergleichbar mit der Vorwarnliste) des Washington State Department of Fish and Wildlife zu finden. Zu diesen Arten gehören Rana pretiosa, Eistaucher (Gavia immer), Renntaucher (Aechmophorus occidentalis), Habicht (Accipiter gentilis), Steinadler (Aquila chrysaetos), Weißkopfseeadler (Haliaeetus leucocephalus), Wanderfalke (Falco peregrinus), Merlin (Falco columbarius), Ponderosa-Zwergohreule (Otus flammeolus), Fleckenkauz (Strix occidentalis), Graubauchsegler (Chaetura vauxi), Helmspecht (Dryocopus pileatus), Blutgesichtspecht (Melanerpes lewis), Weißkopfspecht (Picoides albolarvatus), Schwarzrückenspecht (Picoides arcticus), Ohrenlerche (Eremophila alpestris), Carolinakleiber (Sitta carolinensis), Bergspottdrossel (Oreoscoptes montanus), Louisianawürger (Lanius ludovicianus), Abendammer (Pooecetes gramineus), Salbeiammer (Artemisiospiza belli), Townsend-Langohr (Corynorhinus townsendii), Fischermarder (Pekania pennanti), Vielfraß (Gulo gulo) und Kanadischer Luchs (Lynx canadensis).
Die Alpine Lakes Wilderness bietet vielfältigen ökologischen Nutzen. Sie bietet außergewöhnliche Wasserqualität und schließt Teile oder die vollständigen Quellflüsse von Skykomish River, Snoqualmie River, Wenatchee River und Yakima River ein. Der Skykomish und der Snoqualmie Rivers fließen westwärts in den Snohomish River und der Wenatchee River sowie der Yakima River fließen ostwärts in den Columbia River. Außer den über 700 Seen des Gebietes gibt es über 480 km Flüsse der Klassifikationsstufen 1 und 2 des Forest Service. Die Alpine Lakes Wilderness spielt eine bedeutende Rolle für die Trink- und Beregnungswasserversorgung der umgebenden Region. Dieser Umstand wird angesichts der angemessenen Bereitstellung sauberen Wassers für eine wachsende Bevölkerung und der steigenden Anforderungen aus der Landwirtschaft zum Problem. Die Ausweitung der Alpine Lakes Wilderness in das Gebiet des Pratt River würde den weiteren Schutz der tiefer gelegenen Wälder der Region und der unteren Wassereinzugsgebiete erlauben. Zusätzlich würden diese Wälder vor Hochwassern schützen.

## Management

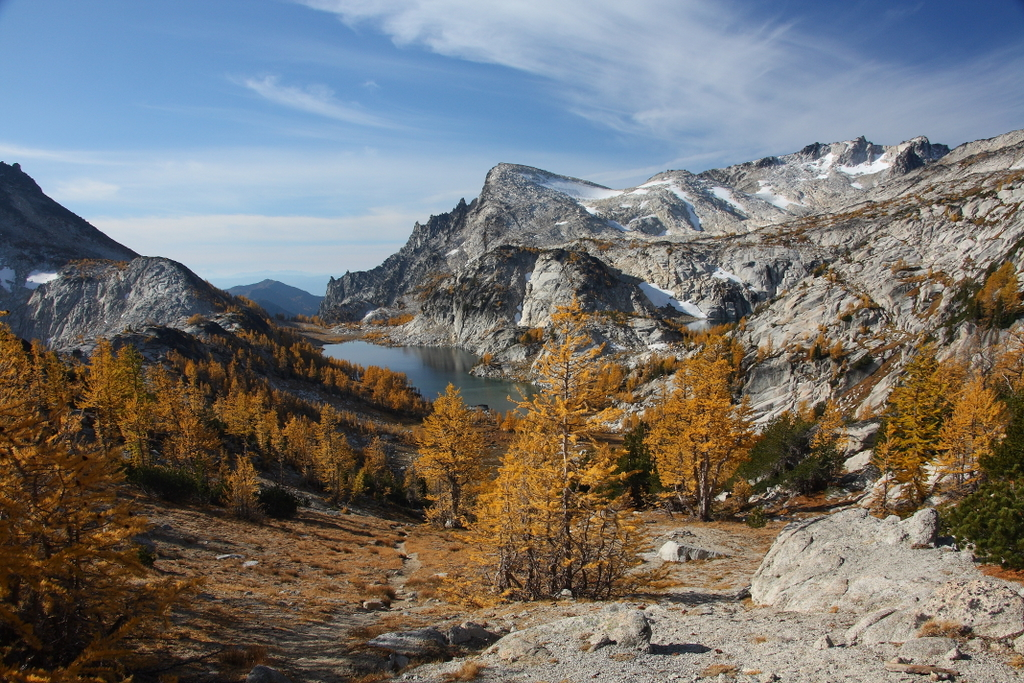
Das Becken der Enchantment Lakes vom Prusik Pass aus

Die Alpine Lakes Wilderness wird vom Mount Baker-Snoqualmie National Forest im Westen und vom Okanogan-Wenatchee National Forest im Osten bewirtschaftet. Es gibt vier Ranger-Bezirke, die das Gebiet verwalten: Cle Elum, Leavenworth, Snoqualmie Pass und Skykomish. Die Alpine Lakes Wilderness ist eines der beliebtesten Erholungsgebiete im Bundesstaat Washington. Obwohl das Gebiet als Wildnis ausgewiesen ist und keine motorisierten Fahrzeuge wie Autos und Motorräder, nicht einmal Fahrräder in dem Gebiet verkehren können, gibt es starken Verkehr von Wanderern und Campern auf der gesamten Fläche. Diese Beliebtheit führt zu physischen, biologischen und sozialen Beeinflussungen.
Der Forest Service hat viele Schritte zur Minimierung der durch Erholungsnutzung hervorgerufenen Umwelteinflüsse unternommen. Bildung und Information ist eine vorrangige Methode des Forest Service. Auch die Kontakte zu den Rangern, Regulationen, Genehmigungen, Renaturierungsbemühungen und das Freihalten von Wegen gehören dazu. Wegen der Beliebtheit der Gegend um die Enchantment Lakes ist eine Erlaubnis zum Betreten erforderlich. Diese Genehmigungen müssen lange im Voraus beantragt werden und werden durch Zufallsauswahl erteilt.

## Erholung

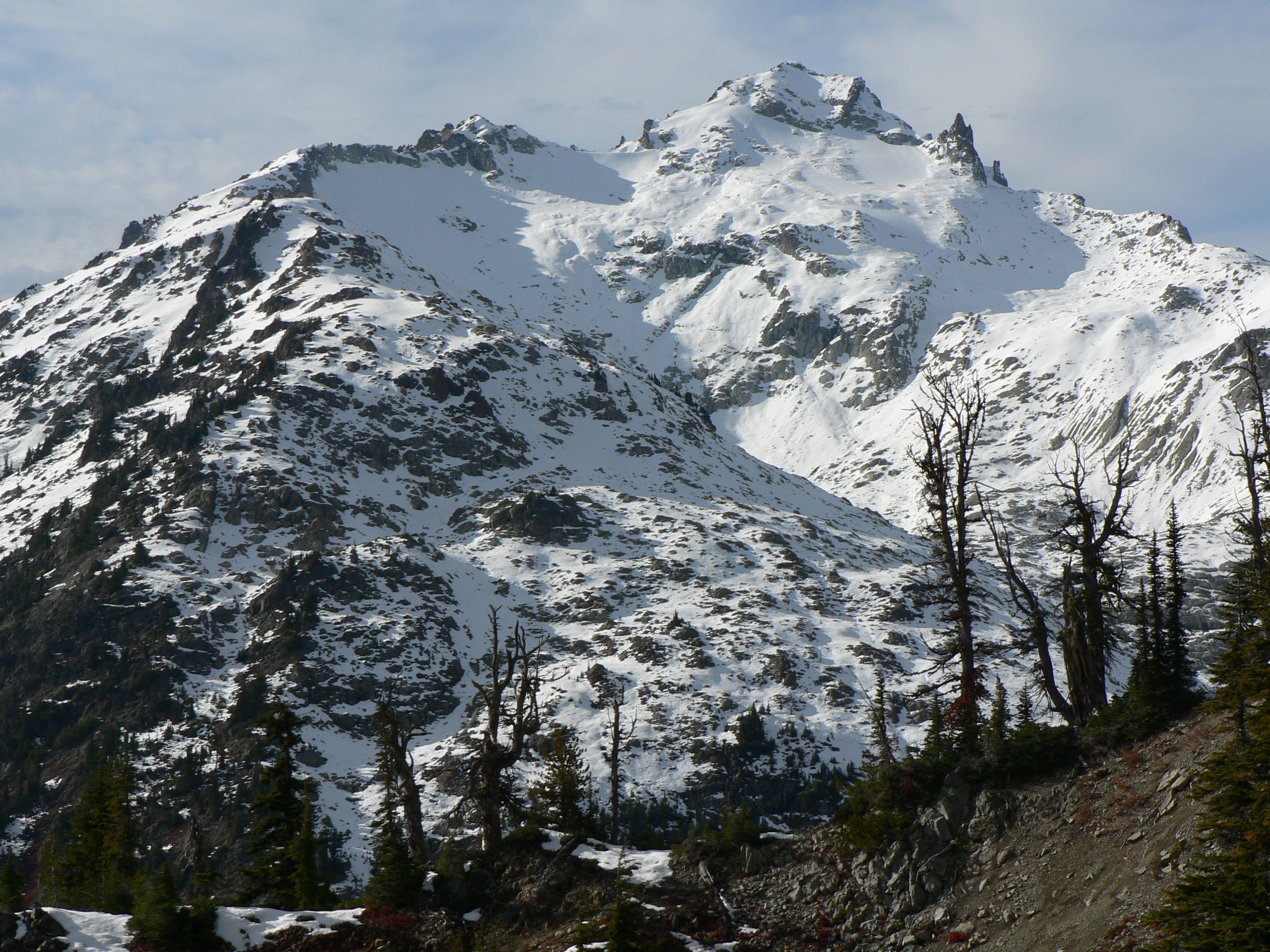
Mount Daniel, 2426 m hoch im Frühherbst im Schnee

Das westliche Ende der Alpine Lakes Wilderness ist über den Middle Fork des Snoqualmie River nordöstlich von North Bend aus zu erreichen. Über Snoqualmie Pass gelangt man in den Südwesten der Wildnis. Salmon La Sac, nördlich von Roslyn gelegen, ist ein Ausgangspunkt mehrerer Wanderwege und Straßen des Forest Service bieten Zugang zu den südlichen und zentralen Regionen. Die Stuart Range am Ostende der Wildnis ist über den Ingalls Creek im Süden und den Icicle Creek südlich von Leavenworth zugänglich. Nördlich des Icicle Creek erstrecken sich die Chiwaukum Mountains nordwärts bis zum Highway 2. Die nördlichen Bereiche der Alpine Lakes sind über den Highway 2 und Stevens Pass zu erreichen.
Ein Anteil des Pacific Crest Trail führt von Snoqualmie Pass nach Stevens Pass und schließt den Kendall Catwalk am Kendall Peak ein. Dieser exponierte Abschnitt sollte bei Schnee und Eis nicht begangen werden.

## Bemerkenswerte Berge

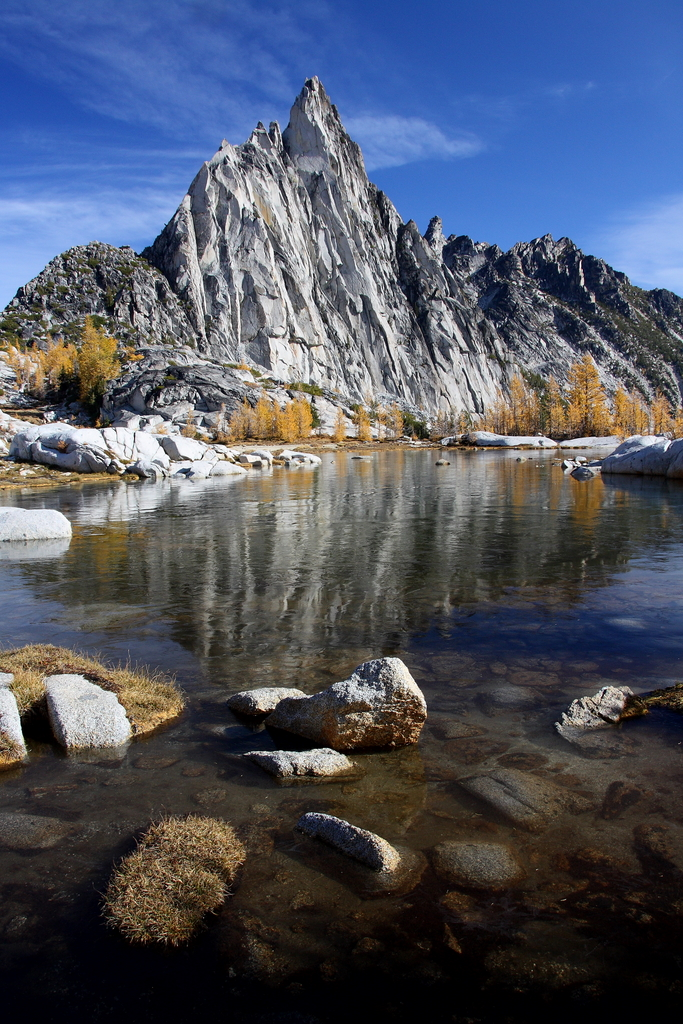
Gnome Tarn und Prusik Peak in den Enchantments.

Bemerkenswerte Berge und Höhenzüge der Alpine Lakes Wilderness:
- Mount Daniel – mit 2426 m der höchste Punkt im King County und im Kittitas County
- Mount Stuart – mit 2870 m der höchste Punkt in der Alpine Lakes Wilderness
- Wenatchee Mountains
- Chiwaukum Mountains
- Stuart Range

## Seen
Bemerkenswerte Seen der Alpine Lakes Wildernis sind:
- Enchantment Lakes
- Mason Lake
- Melakwa Lake
- Snoqualmie Lake